# Giorgio Prezioso
Pour les articles homonymes, voir Prezioso.
Giorgio Prezioso (né à Rome le 23 février 1971) est un disc jockey italien, qui en 1999 forme avec Andrea Prezioso et Marvin le groupe d'italo dance Prezioso & Marvin.

## Discographie

### Singles
- Tell Me Why (1999)
- Let Me Stay (2000)
- Back to life (2000)
- Voices (2000)
- Rock The Discothek (2001)
- Emergency 911 (2001)
- Let's Talk About A Man (2001)
- We Rule The Danza (2002)
- Voglio Vederti Danzare (2003), (reprise de Franco Battiato)
- Le Louvre (2004)
- Right Here Waiting (2005)
- Rockin' Deejays (2005)
- Survival (2006)
- Touch Me (2007)
- Anthem 4,2 (2010)
- The Riddle (2010)
- Never Enough (2011) feat Dr. DJ Cerla & Dj Motiv8
- Song 2 (2012)

## À noter
Prezioso anime tous les samedis de 17h à 18h sur m2o/musica allo stato puro l'émission Prezioso in Action 